# Juhfark
A juhfark a szőlőfélék (Vitaceae) családjába, a  bortermő szőlőkhöz (Vitis vinifera) tartozó magyar fehérborszőlő-fajta. Nevét a juh farkára emlékeztető hosszú, hengeres fürtje miatt kapta. Gyakran összetévesztik a csomorika nevű fajtával.

## Eredete, elterjedtsége
Magyarország egyik legősibb szőlőfajtája. A származása vitatott: Ausztria vagy Magyarország; sokan Stájerországból valónak tartják (német neve: Lämmerschwanz). A nagy tömegtermelésbe nem állították be, de több borász is dolgozik azon, hogy megőrizze ezt a nagyszerű szőlőfajtát. Legfontosabb termőhelye a Somló, ahol jelentős új telepítései is vannak. Előfordul továbbá a Balatonfüred-csopaki borvidéken, a Mecsekalján, az Etyek-Buda körzetben, a Balaton környékén és a Kürt községhez (ma Szlovákia) tartozó borvidéken is.

## Jellemzői
Középerős növekedésű a tőkéje, lapított, vesszői világosbarnák. Levele világoszöld, sima felületű, vékony szövetű, nyílt vállöblű. Fürtje: középnagy, hengeres, tömött. Szeptember végén - október közepén érik. Rothadásra érzékeny fajta.
Bora a megfelelő kezelés esetén szalmasárga, illata kevésbé jelleges tiszta szőlővirág jellegű. Kevésbé aromás, ugyanakkor utóíze az olaszrizlinghez hasonló mandulás kesernyével jellemezhető. A fajta legnagyobb előnye, hogy szerény illatával és ízével kiválóan tudja megmutatni a termőhely jellegzetességeit. Savai évről évre megbízhatóak, cukortartalma viszont nagy tőketerhelés mellett csak évtizedenként kimagasló. Ezen tulajdonságai miatt jellemzően markáns savgerincű száraz borokat csinálnak a magasabb tőketerheléssel dolgozó gazdák. Alacsonyabb tőketerhelésnél intenzívebb illatú, aromájú, tüzes és olykor maradékcukorral rendelkező testes fehérbort ad. A fajta különlegessége, hogy még a teljes érettségben vagy akár a töppedt késői szüreteléskor is megbízható savtartalommal szüretelhető és emiatt a juhfarkból készül bor jó esélyekkel őrzi meg akár 6-8 éven át is a frissességét.